# Västansjön, Hälsingland
Västansjön är en sjö i Söderhamns kommun i Hälsingland och ingår i Norralaåns huvudavrinningsområde. Sjön är 33 meter djup, har en yta på 0,689 kvadratkilometer och befinner sig 155 meter över havet. Sjöns utlopp heter Prästbäcken och leder vattnet till Storsjön och Trönöån. Vid provfiske har bland annat abborre, gers, gädda och lake fångats i sjön.

## Delavrinningsområde
Västansjön ingår i det delavrinningsområde (682041-154854) som SMHI kallar för Utloppet av Storsjön. Medelhöjden är 196 meter över havet och ytan är 18,17 kvadratkilometer. Räknas de 3 avrinningsområdena uppströms in blir den ackumulerade arean 32,64 kvadratkilometer. Avrinningsområdets utflöde Norralaån (Trönöån) mynnar i havet. Avrinningsområdet består mestadels av skog (79 procent). Avrinningsområdet har 2,73 kvadratkilometer vattenytor vilket ger det en sjöprocent på 15 procent.

## Fisk
Vid provfiske har följande fisk fångats i sjön:
- Abborre
- Gärs
- Gädda
- Lake
- Mört
- Nors
- Siklöja